# Svenska mästerskapen i landsvägscykling 2016

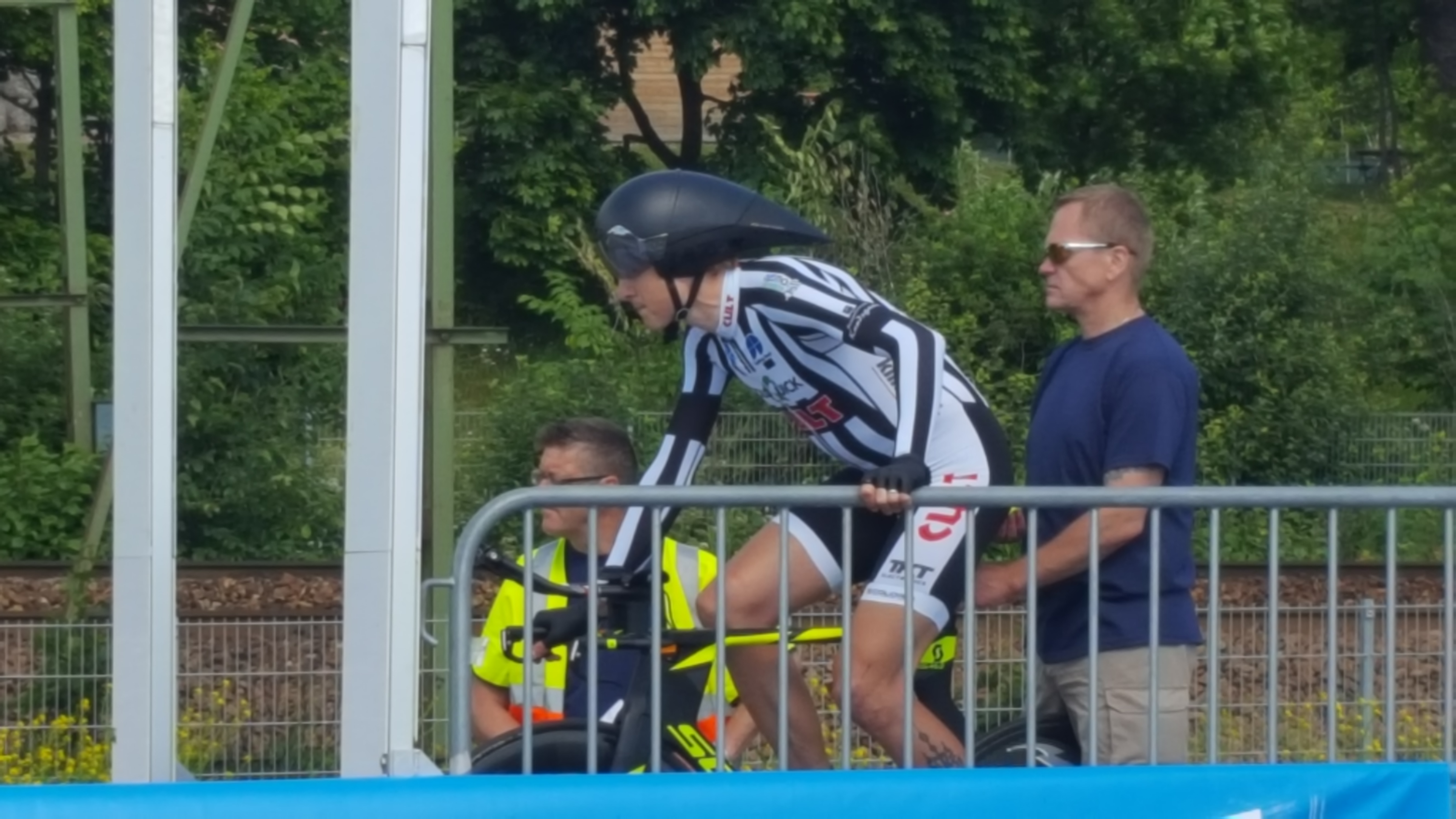
Gustav Larsson inför starten av tempoloppet, i vilket han slutade på tredje plats.

Svenska mästerskapen i landsvägscykling 2016 arrangerades i Västerås under perioden 22–26 juni 2016. Man tävlade i åtta grenar; damernas och herrarnas linjelopp och tempolopp, samt tävlingar för juniorer.

## Medaljörer

### Damer
| Gren                 | Guld                         | Silver                                    | Brons                           |
| Linjelopp            | Emma Johansson Härnösands CK | Saara Mustonen Team Crescent D.A.R.E Staf | Emilia Fahlin Örebrocyklisterna |
| Tempolopp            | Emma Johansson Härnösands CK | Emilia Fahlin Örebrocyklisterna           | Åsa Lundström Sportson CK       |
| Linjelopp – juniorer | Clara Lundmark Norbergs CK   | Matilda Luukkonen Kinds Go Green CK       | Cecilia Czarnecki Norbergs CK   |
| Tempolopp – juniorer | Clara Lundmark Norbergs CK   | Matilda Luukkonen Kinds Go Green CK       | Johanna Sömskar Norbergs CK     |

### Herrar
| Gren                 | Guld                                         | Silver                                    | Brons                                    |
| Linjelopp            | Richard Larsén Team Tre Berg – Bianchi       | Niklas Gustavsson Team Tre Berg – Bianchi | Ludvig Bengtsson Team Tre Berg – Bianchi |
| Tempolopp            | Alexander Wetterhall Team Tre Berg – Bianchi | Tobias Ludvigsson Jönköpings CK           | Gustav Larsson Skoghalls CK-Hammarö      |
| Linjelopp – juniorer | Linus Kvist Motala AIF CK                    | Samuel Lord Motala AIF CK                 | Erik Bergström Frisk Motala AIF CK       |
| Tempolopp – juniorer | Linus Kvist Motala AIF CK                    | Felix Nisell Motala AIF CK                | Christoffer Wall Halmstads CK            |

### Webbkällor
- www.cykelsm2016.se/resultat/, Läst 26 juni 2016